# Коверка (Сучава)
Коверка (рум. Coverca) насеље је у Румунији у округу Сучава у општини Паначи. Oпштина се налази на надморској висини од 939 m.

## Становништво
Према подацима из 2002. године у насељу је живело 843 становника, од којих су сви румунске националности.